# Маккей (езеро)
Езерото Маккей (старо название Биг Айлънд) (на английски: MacKay Lake) е 5-о по големина езеро в Северозападните територии на Канада. Площта му, заедно с островите в него е 1061 км2, която му отрежда 42-рото място сред езерата на Канада. Площта само на водното огледало без островите е 977 км2. Надморската височина на водата е 431 м.
Езерото се намира в североизточната част на Северозападните територии на Канада, на около 100 км северно от залива Маклауд на Голямото Робско езеро. Дължината му от югозапад на североизток е 112 км, а максималната му ширина в югозападната част – 30 км. По форма езерото наподобява кратуна с дръжка, като разширената му част е югозападната, а на североизток има дълъг (72 км) и тесен (до 10 км) ръкава – дръжката на „кратуната“.
Маккей има силно разчленена брегова линия, особено в разширена, югозападна част с множество заливи (Уорбъртън), полуострови, канали острови с площ от 84 км2. Най-голям остров Биг Айлънд, по името на който преди се е казвало езерото.
От крайния североизточен ъгъл на ръкава изтича река Локхарт, вливаща се от запад в езерото Ейлмър.
По бреговете на езерото няма постоянни селища.